# Чолово (Кольський повіт)
Чолово (пол. Czołowo) — село в Польщі, у гміні Коло Кольського повіту Великопольського воєводства.
Населення — 302 особи (2011).
У 1975-1998 роках село належало до Конінського воєводства.

## Демографія
Демографічна структура станом на 31 березня 2011 року:
|          | Загалом | Допрацездатний вік | Працездатний вік | Постпрацездатний вік |
| -------- | ------- | ------------------ | ---------------- | -------------------- |
| Чоловіки | 149     | 37                 | 102              | 10                   |
| Жінки    | 153     | 35                 | 92               | 26                   |
| Разом    | 302     | 72                 | 194              | 36                   |